# Action du 11 janvier 1944
Théâtre d'Asie du Sud-Est de la Guerre du Pacifique
Batailles
- Action du 27 février 1941
- Action du 8 mai 1941
- Bataille entre le Sydney et le Kormoran
- Raids japonais de 1942
- Occupation japonaise des îles Andaman
- (Massacre de Homfreyganj)
- Bataille de l'île Christmas
- Raid sur Ceylan (Raid du dimanche de Pâques)
- Mutinerie des îles Cocos
- Bataille de Madagascar
- Ralliement de La Réunion
- Opération Creek
- Groupe Monsun
- Action du 13 novembre 1943
- Action du 11 janvier 1944
- Action du 14 février 1944
- Raid japonais de 1944
- Action du 17 juillet 1944

- 1940
- 1941
- 1942
- 1943
- 1944
- 1945

L'action du 11 janvier 1944 est une action navale mineure de la Seconde Guerre mondiale, dans l'océan Indien, qui aboutit à la destruction du croiseur léger Kuma de la marine impériale japonaise par le sous-marin de la Royal Navy HMS Tally-Ho. Le Kuma était escorté par le destroyer Uranami à environ 10 milles marins (19 km) au nord-ouest de Penang, en Malaisie.

## Action

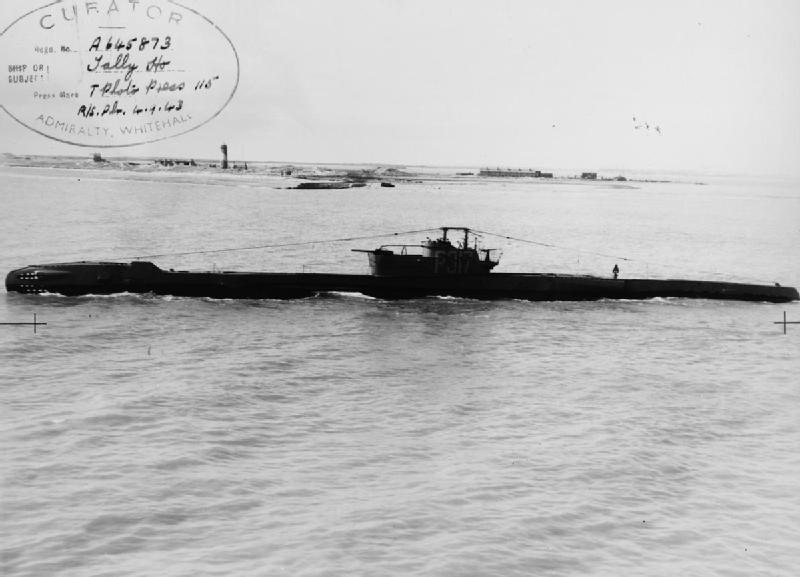
HMS Tally-Ho

Le sous-marin Tally-Ho patrouille depuis sa base de Trincomalee, à Ceylan, à la recherche de navires japonais et, le 9 janvier, aperçoit le croiseur léger japonais Kuma au large de Penang. Celui-ci participe à des exercices de guerre anti-sous-marine. Il est escorté de destroyers et le Tally-Ho ne peux pas se mettre à portée de tir. Le sous-marin suit pourtant la route des navires japonais dans et hors de Penang et prend une position appropriée pour intercepter le croiseur.
Le matin du 11 janvier, le Tally-Ho (commandant Leslie Bennington ), repère un hydravion japonais Mitsubishi F1M le long de la route vers l'ouest sur laquelle le croiseur avait été aperçu le 9 janvier. Il estime alors que cela annonce l'approche du croiseur. Juste avant 9h00, l'officier de quart aperçoit les mâts du croiseur à l'avant bâbord. Le Kuma a le destroyer Uranami comme escorte. À 12h00, 10 milles marins (environ 18 km) au nord-ouest de Penang, Bennington fait tirer une salve de sept torpilles. Les vigies du Kuma repèrent bientôt les sillages des torpilles et le capitaine Sugino tente de s'échapper de leurs trajectoires.

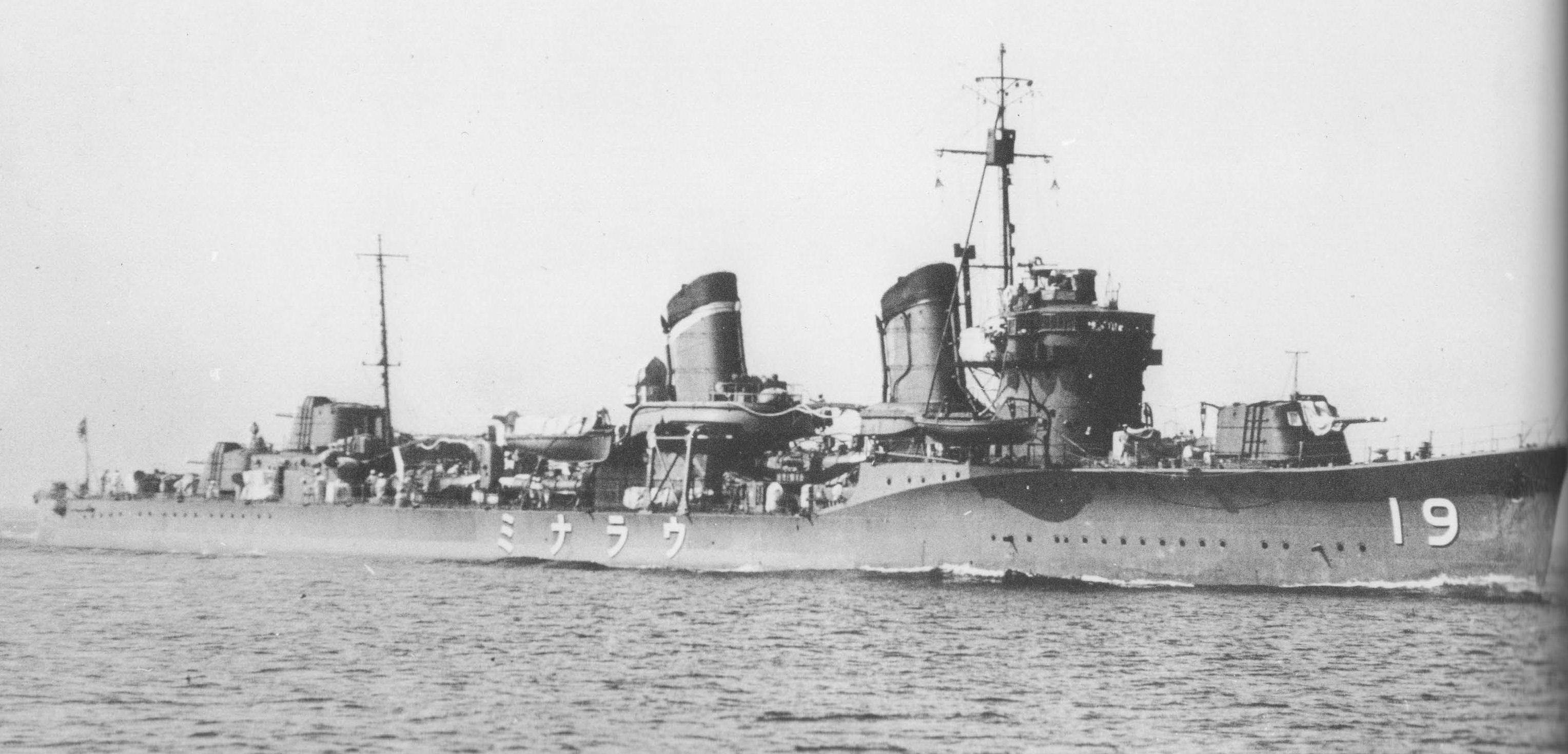
IJN Uranami

Le Kuma est touché à l'arrière tribord par deux torpilles. Bennington décide de se diriger vers les bas-fonds le long du rivage. Le destroyer Uranami contre-attaque avec 18 charges de profondeur, mais toutes ont raté le sous-marin. Un incendie fait rage à bord du Kuma et il commence bientôt à couler par la poupe. Alors qu'il coule, ses propres charges de profondeur explosent. Le destroyer Uranami récupére les survivants, y compris le capitaine Sugino, tandis que 138 membres d'équipage sont perdus.
Après son succès, le Tally-Ho réussit à s'échapper et revient à sa base de Trincomalee.